# Lophomma
Lophomma là một chi nhện trong họ Linyphiidae.